# Rhéofluidification

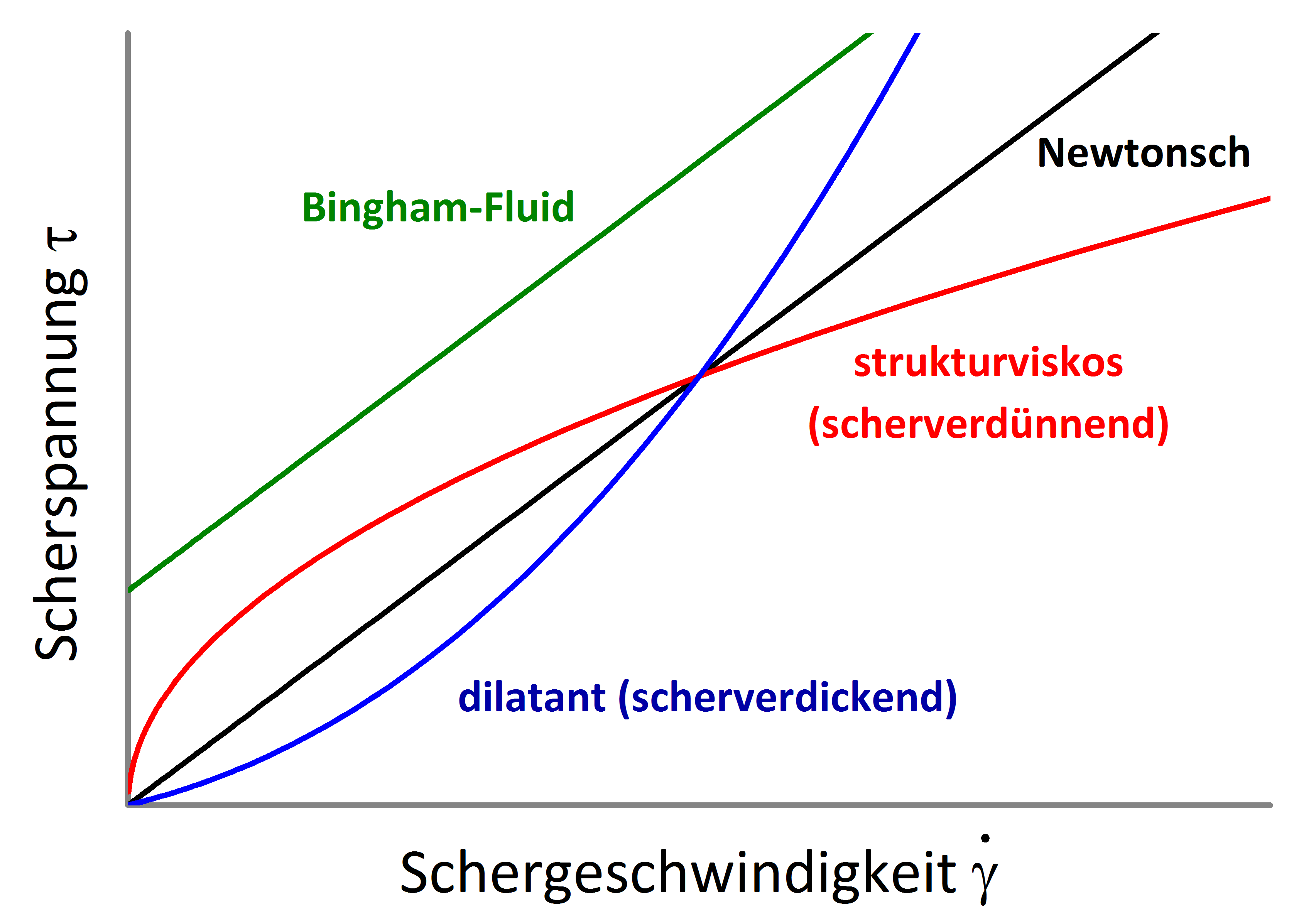
Graphique montrant les effets de la Tension de cisaillement par rapport à la Vitesse de cisaillement en fonction des fluides

La rhéofluidification désigne le fait, pour un fluide, de « devenir plus fluide » lorsque la vitesse d'écoulement augmente. Plus précisément, cela désigne le fait que la viscosité dynamique diminue lorsque le taux de cisaillement augmente : η est une fonction décroissante de {\displaystyle {\dot {\gamma }}}.
On parle aussi de désépaississement au cisaillement ou d'amincissement au cisaillement (shear thinning en anglais) ou encore de pseudo-plasticité.
Il faut distinguer la rhéofluidification qui désigne la diminution de la viscosité sous l'effet de la contrainte de cisaillement, avec la thixotropie, propriété pour laquelle le liquide rhéofluidifiant ne retrouve sa structure initiale qu'après un temps de repos suffisant.

## Exemples de fluides pseudo-plastiques
La lave, le ketchup, la crème fouettée, le sang, la peinture, le vernis à ongles, certaines solutions de polymères et certains polymères fondus sont des fluides pseudo-plastiques.

## Comportement microscopique
La rhéofluidité s'observe en général lorsque le fluide possède de longues molécules. Au repos (aux faibles taux de cisaillement), les molécules sont disposées de manière aléatoires et s'accrochent entre elles. Lorsque le taux de cisaillement augmente, les chaînes moléculaires s'alignent et glissent les unes sur les autres, elles ne s'accrochent plus entre elles.